# Huércanos
Huércanos település Spanyolországban, La Rioja autonóm közösségben. Huércanos Alesón, Nájera, Uruñuela, Cenicero, Navarrete, Sotés és Ventosa községekkel határos. Lakosainak száma 840 fő (2024).

## Népesség
A település népessége az elmúlt években az alábbi módon változott:
| Lakosok száma | 918  | 895  | 912  | 903  | 902  | 857  | 823  | 817  | 860  | 840  |
|               | 2001 | 2004 | 2007 | 2009 | 2012 | 2014 | 2017 | 2019 | 2022 | 2024 |